# Elizabeth Alexander
Elizabeth Alexander   (Harlem, 30 de maig de 1962) és una poeta afroamericana estatunidenca, assagista i presidenta de La Fundació Andrew W. Mellon des del 2018. Anteriorment fou professora durant 15 ans a la Universitat Yale, on va ensenyar poesia i va presidir el departament d'Estudis Afroamericà. El 2016 va començar a formar part del Departament d'Anglès i Literatura Comparada de la Universitat de Colúmbia com a professora d'humanitats.

## Joventut i estudis
Alexander va néixer al barri Harlem, de la Ciutat de Nova York, i va créixer a Washington DC. És filla de l'antic Secretari de l'Exèrcit i membre de la Comissió d'Igualtat en el Treball, Clifford Alexander, Jr. i d' Adele Logan Alexander, professora d'història de les dones afroamericanes a Universitat George Washington i escriptora. El seu germà Mark C. Alexander fou assessor sènior de la campanya presidencial de Barack Obama i membre de l'equip de transició del president electe.
Després del seu naixement, la família va anar a viure a Washington DC. Ella només era una nena petita quan els seus pares la van portar, l'agost de 1963 a la Marxa sobre Washington de Martin Luther King Jr en la que aquest va fer el seu speech famós I Have a Dream.
Va ser educada a la Sidwell Friends School, en la que es va graduar el 1980. D'allà va anar a la Universitat de Yale en la que el 1984 va obtenir el graduat de batxillerat. Va estudiar poesia a la Universitat de Boston sota Derek Walcott i al 1987 va aconseguir la seva Master. La seva mare li va dir, "Aquell poeta que estimes, Derek Walcott, està ensenyant a la Universitat de Boston. Per què hi vas a estudiar?" Alexander al principi va entrar a estudiar escriptura de ficció, però Walcott va veure al seu diari i va veure el potencial de la seva poesia.
El 1992, es va doctorar en anglès a la Universitat de Pennsilvània. Mentre acababa el seu grau, va ensenyar al Haverford College de 1990 a 1991. En aquesta època, va publicar la seva primera obra, The Venus Hottentot. El títol està basat en Sara Baartman, una dona Khoikhoi del segle xix. Alexander fou alumna de la Fundació Ragdale.

## Després de la universitat
Mentre va ser estudiant d'universitat, va treballar com a reportera pel Washington Post entre el 1984 i el 1985, on es va adonar que no era la vida que volia viure. Va començar a ser professora de la Universitat de Chicago el 1991 com a professora ajudant de llengua anglesa. A aquí ella es va trobar per primera vegada amb el futur president Barack Obama, que era un lector sènior de l'escola de lleis entre el 1992 i el 2004, quan fou elegit Senador dels Estats Units. El 1992, mentre encara vivia a Chicago, va guanyar una beca en escriptura creativa del National Endowment for the Arts.
El 1996 va publicar un volum de poemes, Body of Life. També va esdevenir un membre fundador del grup de treball Canem que ajudava a poetes afroamericans. El 1997 va rebre el Premi Quantrell de la Universitat de Chicago per la excel·lència en l'educació. Posteriorment, en el mateix any, va anar a viure a Massachusetts per ensenyar al Smith College, on va esdevenir la primera directora del Centre de Poesia.
El 2000 va retornar a la Universitat Yale, a on va començar a ensenyar estudis afroamericans i anglès. A més a més, va editar la seva tercera col·lecció de poemes, Antebellum Dream Book.
El 2005 fou seleccionada com a professora de la Fundació AlPhonse Fletcher i entre el 2007 i 2008 fou elegida com acadèmica del Radcliffe Institute for Advanced Studi de la Universitat Harvard.
El 2007 Alexander va esdevenir la primera guanyadora del Premi de Poesia Jackson, un premi anual atorgat per Poets & Writers, que honora un poeta americà de talent excepcional.
Des del 2008, Alexander és membre del Departament d'Estudis Afroamericans de la Universitat Yale. En aquesta universitat, és professora de llengua i literatura anglesa, literatura afroamericana i estudis de gènere.
El 2015 Alexander fou elegida Consellera de l'Acadèmia de Poetes Americans.
El 2016 va esdevenir professora d'Humanitats de la Universitat de Colúmbia.
El 2018 va esdevenir Doctora honorària en lletres per la Universitat Yale.
El 2019 fou elegida acadèmica de la American Academy of Arts and Sciences.

## Obra
Els poemes, contes i escrits crítics d'Alexander han estat publicats en molts diaris i revistes com The Paris Review, American Poetry Review, The Kenyon Review, The Village Voice, The Women's Review of Bookcs i el The Washington Post. La seva obra de teatre, Diva studies, que havia estat representada a l'Escola de Teatre de Yale, li va fer guanyar la Beca Nacional per les arts creatives i va un premi del Consell de les Arts d'Illinois.
El seu llibre de poemes de 2005, American Sublime fou un dels tres finalistes pel Premi Pulitzer d'aquell any. Alexander també fou professora de literatura afroamericana i de cultura afroamericana i ha publicat una col·lecció d'assajos titulat The Black Interior.
Alexander va rebre el premi Anisfield-Wolf Book en poesia el 2010.

### 2009 Inauguració Presidencial
El 20 de gener de 2009, Alexander va recitar el seu poema Praise Song for the Day a la inauguració presidencial del primer mandat de Barack Obama, obra que havia compost per aquella ocasió. Va esdevenir la quarta poeta que va recitar en una inauguració presidencial després que ho havia fet Robert Frost el 1961, Maya Angelou el 1993 i Miller Williams el 1997.
Alexandor va escriure sobre aquesta experiència al diari The New Yorker el gener de 2017.

## Vida personal
Segons la recerca feta per Henry Louis Gates Jr de la Universitat Harvard el 2010 per la sèrie de la Public Broadcasting Service, Faces of America, s'ha rebel·lat que, segons l'anàlisi del seu ADN, Alexander és cosina lineal de Stephen Colbert. El seu avi patern va arribar el 1918 als Estats Units procedent de Kingston, Jamaica. Les seves arrels maternals han pogut ser traçades fins a 37 generacions que demostren avantpassats notables, entre les quals hi ha la seva vint-i-tresena rebesàvia, Joan, princesa d'Anglaterra, els seus vint-i-quatrens rebesavis, el rei Joan I d'Anglaterra i Clemence, dona del rei i el seu 37è rebesavi, Carlemagne, primer emperador del Sacre Imperi Romanogermànic.
Alexander va estar casada amb Ficre Ghebreyesus fins a la seva mort, l'abril de 2012. Viu amb els seus dos fills a la ciutat de Nova York.

## Obres

### Poesia
Col·leccions
- Alexander, Elizabeth. The Venus Hottentot.  Graywolf Press, 1990.
- Alexander, Elizabeth. Body of Life.  Chicago: Tia Chucha Press, 1997.
- Alexander, Elizabeth. Antebellum dream book.  Graywolf Press, 2001.
- Alexander, Elizabeth. American Sublime.  Graywolf Press, 2005.
- Alexander, Elizabeth. The Essential Gwendolyn Brooks.  Library of America, 2005.
- Alexander, Elizabeth. American Blue: Selected Poems.  Bloodaxe Books, 2006.
- Alexander, Elizabeth; Nelson, Marilyn Miss Crandall's School for Young Ladies and Little Misses of Color: Poems.  Honesdale, Pa.: Wordsong, 2007.
- Alexander, Elizabeth. Praise Song for the Day.  Graywolf Press, 2009.

Llistes de poemes
| Title        | Year | First published | Reprinted/collected |
| ------------ | ---- | --------------- | --- |
| Early cinema |      |                 | - Alexander, Elizabeth. Antebellum dream book. Graywolf Press, 2001. - Alexander, Elizabeth. «Early cinema». Poetry Foundation. |

### Assaig i introduccions
- Dixon, Melvin. Love's Instruments.  Chicago: Tia Chuca Press, 1995.
- Alexander, Elizabeth. The Black Interior.  Graywolf Press, 2004.
- Alexander, Elizabeth. Power and Possibility: Essays, Reviews, and Interviews.  Ann Arbor: University of Michigan Press, 2007.

### Memòries
- Alexander, Elizabeth. The Light of the World: A Memoir.  Nova York: Grand Central Publishing, 2015.
- Alexander, Elizabeth «Lottery tickets : grieving for a husband». The New Yorker, 90, 47, 09-02-2015, pàg. 24–28.

### Estudis crítics i bibliografia sobre les obres d'Alexander
- Anon. «How to remember». The Economist, 415, 8933, 11-04-2015, pàg. 75–76. Review of The Light of the World.
- Gollin, Andrea «Review: Elizabeth Alexander’s 'The Light of the World'». Miami Herald, 01-05-2015 [Consulta: 3 maig 2015]. «In art, in poetry and in her community of friends and family, Alexander finds divinity. The memoir itself is, of course, art. Its eloquent, grief-struck gratitude draws the reader in, and we celebrate and mourn alongside Alexander.»